# ニウアス諸島

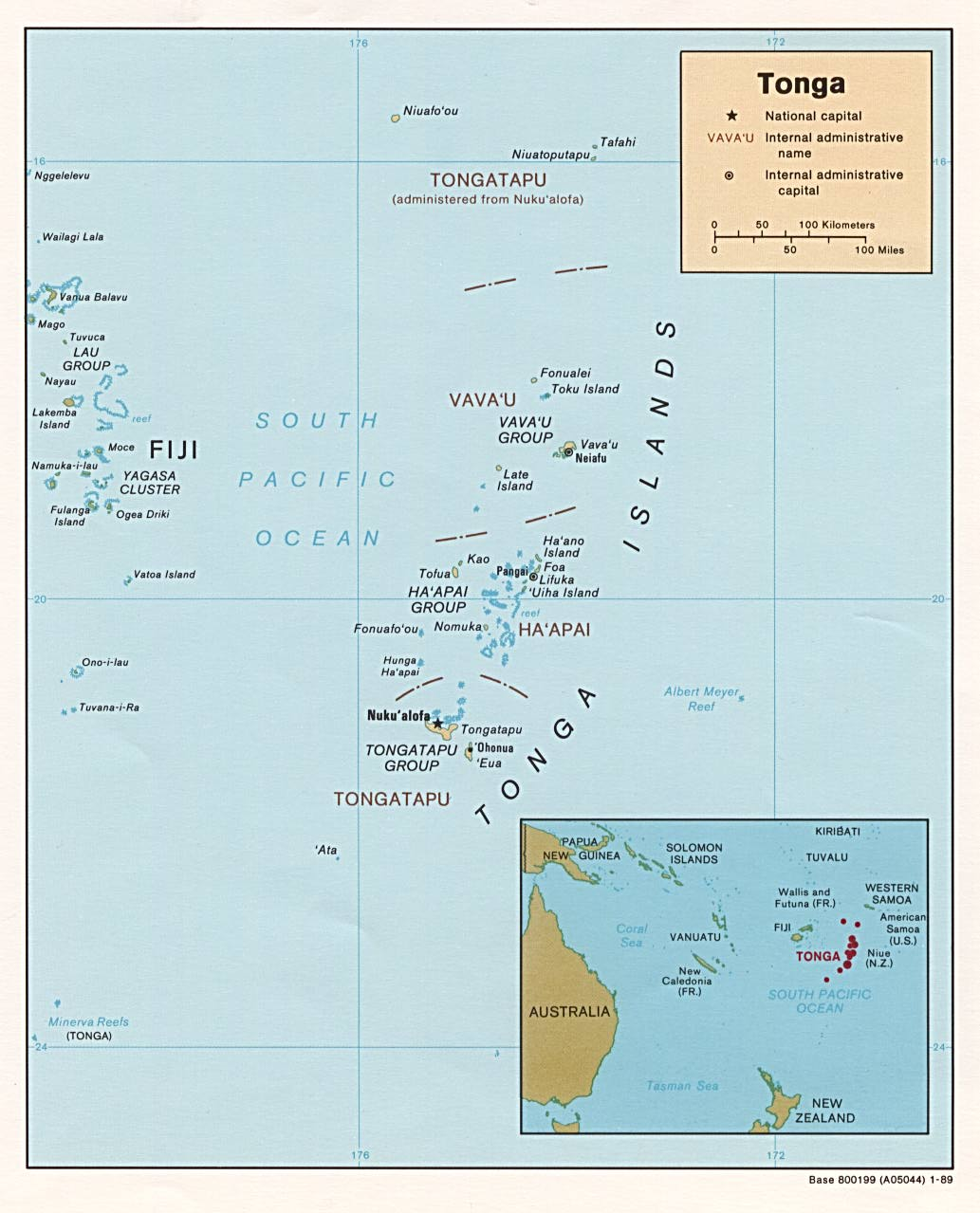
最も北がニウアス諸島である

ニウアス諸島（Niuas）は、トンガの諸島。ニウアフォオウ島、ニウアトプタプ島、タファフィ島の3島からなる。総人口1,232人（2016年）、面積71.69km2。トンガ最北の諸島で、トンガタプ島からは600km、ヴァヴァウ諸島からは300km離れている。諸島といってもニウアトプタプ島およびタファフィ島とニウアフォオウ島は東西に100km以上離れている。行政上の1地区をなしており、州都はニウアトプタプ島のヒヒフォに置かれている。空港はニウアフォオウ島及びニウアトプタプ島に存在するが定期便は就航していない。ニウアス諸島は、1616年にウィレム・スハウテンとヤコブ・ラ・メールによってヨーロッパ人にはじめて知られるようになった。